# Ботте Валерій Генріхович
Валерій  Генріхович Ботте (1 січня 1940). Почесний Консул України в Мельбурні (Австралія).

## Біографія
Народився 1 січня 1940 року в м. Сумах. Закінчив Мельбурнський університет, інженер. Громадянин Австралії.
Під час Другої світової війни родина В. Г. Ботте знаходилася на примусових роботах в трудовому таборі в м. Мартенроде Німеччина. З 1965 року постійно працює у готельній індустрії Австралії, продовжуючи надавати моральну та фінансову підтримку діяльності Української кооперативної спілки «Дністер», становленню та розбудові пластового руху в Австралії, суботній українській школі; українській православній та греко-католицькій церквам.
З 1997 року, після смерті дружини, Почесного консула України в Австралії, Зінаїди Ботте, В. Г. Ботте очолив консульство. За цей час ним було надано значне сприяння відкриттю Генерального консульства України в м. Сідней, організаційному забезпеченню української національної збірної на літній Олімпіаді 2000 року в м. Сідней.

## Нагороди
- Орден «За заслуги» III ст. (29 листопада 2007) — за активну громадську діяльність, вагомий особистий внесок у висвітлення правди про Голодомор 1932—1933 років в Україні[1]
- Відзнака Президента України — ювілейна медаль «25 років незалежності України» (22 серпня 2016) — за вагомий особистий внесок у зміцнення міжнародного авторитету Української держави, популяризацію її історичної спадщини і сучасних надбань та з нагоди 25-ї річниці незалежності України[2]